# 天喜
天喜（、てんき）は、日本の元号の一つ。永承の後、康平の前。1053年から1058年の期間を指す。この時代の天皇は後冷泉天皇。

## 改元
- 永承8年1月11日（ユリウス暦1053年2月2日）に改元
- 天喜6年8月29日（ユリウス暦1058年9月19日）に康平となる。

## 天喜期におきた出来事
- 1053年（天喜元）
  - 3月 - 藤原頼通により宇治平等院阿弥陀堂（鳳凰堂）が建立される.
  - この年、安倍頼時の子安倍貞任、陸奥守源頼義の営所を襲う。
- 1054年（天喜2）
  - 4月中旬 ‐ おうし座の方向に客星（超新星SN1054）が出現した。これによりかに星雲(M1)が生まれた。
- 1055年（天喜3）
  - 3月 - 天喜の荘園整理令。
  - 5月3日 - 六条斎院家歌合「逢坂越えぬ権中納言」成立。

## 西暦との対照表
※は小の月を示す。
| 天喜元年（癸巳） | 一月※     | 二月  | 三月※ | 四月    | 五月※ | 六月※ | 七月  | 閏七月※ | 八月  | 九月※ | 十月    | 十一月   | 十二月    |
| ---------------- | --------- | ----- | ----- | ------- | ----- | ----- | ----- | ------- | ----- | ----- | ------- | -------- | --------- |
| ユリウス暦       | 1053/1/23 | 2/21  | 3/23  | 4/21    | 5/21  | 6/19  | 7/18  | 8/17    | 9/15  | 10/15 | 11/13   | 12/13    | 1054/1/12 |
| 天喜二年（甲午） | 一月※     | 二月  | 三月※ | 四月    | 五月※ | 六月※ | 七月  | 八月※   | 九月  | 十月※ | 十一月  | 十二月   |           |
| ユリウス暦       | 1054/2/11 | 3/12  | 4/11  | 5/10    | 6/9   | 7/8   | 8/6   | 9/5     | 10/4  | 11/3  | 12/2    | 1055/1/1 |           |
| 天喜三年（乙未） | 一月※     | 二月  | 三月  | 四月※   | 五月  | 六月※ | 七月※ | 八月    | 九月※ | 十月  | 十一月※ | 十二月   |           |
| ユリウス暦       | 1055/1/31 | 3/1   | 3/31  | 4/30    | 5/29  | 6/28  | 7/27  | 8/25    | 9/24  | 10/23 | 11/22   | 12/21    |           |
| 天喜四年（丙申） | 一月※     | 二月  | 三月  | 閏三月※ | 四月  | 五月  | 六月※ | 七月※   | 八月  | 九月※ | 十月    | 十一月※  | 十二月    |
| ユリウス暦       | 1056/1/20 | 2/18  | 3/19  | 4/18    | 5/17  | 6/16  | 7/16  | 8/14    | 9/12  | 10/12 | 11/10   | 12/10    | 1057/1/8  |
| 天喜五年（丁酉） | 一月※     | 二月  | 三月  | 四月※   | 五月  | 六月※ | 七月  | 八月※   | 九月  | 十月※ | 十一月  | 十二月※  |           |
| ユリウス暦       | 1057/2/7  | 3/8   | 4/7   | 5/7     | 6/5   | 7/5   | 8/3   | 9/2     | 10/1  | 10/31 | 11/29   | 12/29    |           |
| 天喜六年（戊戌） | 一月      | 二月※ | 三月  | 四月※   | 五月  | 六月※ | 七月  | 八月    | 九月※ | 十月  | 十一月※ | 十二月   | 閏十二月※ |
| ユリウス暦       | 1058/1/27 | 2/26  | 3/27  | 4/26    | 5/25  | 6/24  | 7/23  | 8/22    | 9/21  | 10/20 | 11/19   | 12/18    | 1059/1/17 |